# Carestie in Russia e Unione Sovietica
Si sa che siccità e carestie nella Russia imperiale e nell'Unione Sovietica hanno avuto luogo ogni 10-13 anni, con i periodi di siccità che accadevano con una media di 5-7 anni.
Secondo il rapporto di Golubev e Dronin si possono distinguere tre tipi di siccità in base alle aree produttive che sono vulnerabili ad esse: centrale (il bacino del Volga, il Caucaso settentrionale e la regione centrale del Černozëm), meridionale (l'area tra il Volga e il Volga-Vjatka, la regione degli Urali, l'Ucraina) e orientale (la steppa e le cinture di foreste al suo limite nella Siberia Occidentale e Orientale e il Kazakistan). Questo rapporto fornisce i seguenti anni riguardo alle maggiori siccità in Russia:
- Centrale: 1920, 1924, 1936, 1946, 1972, 1979, 1981, 1984.
- Meridionale: 1901, 1906, 1921, 1939, 1948, 1951, 1957, 1975, 1995.
- Orientale: 1911, 1931, 1963, 1965, 1991.

La prima carestia nell'Unione Sovietica accadde nel 1921-1923 e ottenne vasta attenzione internazionale. Fu dovuta alla combinazione di due fattori: la siccità nelle aree meridionali (la Russia europea, l'area del Volga o Povolžye e l'Ucraina) e le requisizioni forzate dei prodotti agricoli (al momento della siccità, la popolazione non aveva scorte sufficienti). Fridtjof Nansen fu onorato del premio Nobel per la pace in parte per il suo lavoro nell'Alta Commissione per gli Aiuti in Russia. Altre organizzazioni che contribuirono a combattere la carestia sovietica furono la International Union for Saving Children (Union Internationale de Secours aux Enfants) e la Croce Rossa Internazionale.
La seconda carestia ebbe luogo durante la collettivizzazione in Unione Sovietica. Nel 1932-1933 la confisca del grano e altro cibo da parte delle autorità sovietiche causò una carestia che colpì più di 40 milioni di persone, specialmente nel sud dell'area del Don e del Kuban' in Ucraina, si stima che si siano debilitate fino a morire tra 2,5 e 4,8 milioni di persone (l'evento è conosciuto come Holodomor). La carestia kazaka del 1930-1933 causò almeno 1 300 000 morti e circa 200 000 nomadi kazaki fuggirono in Cina, Iran, Mongolia e Afghanistan durante la carestia. Le informazioni riguardanti il disastro furono nascoste dal regime di Stalin.
L'ultima grande carestia nell'Unione Sovietica ebbe luogo principalmente nel 1947 a causa della grave siccità del 1946 in oltre il 50% della zona che produceva grano e con la concausa di una cattiva gestione governativa delle riserve. Ciò portò ad oltre un milione e mezzo di morti stimate come pure ad una riduzione della popolazione per minore fertilità. In parte a causa della carestia, contrariamente ai paesi dell'Europa e del Nord America, l'Unione Sovietica non sperimentò il baby boom dopo la seconda guerra mondiale.
La siccità del 1963 causò del panico che portò all'uccisione del bestiame, ma non ci fu rischio di carestia. Da quell'anno l'Unione Sovietica iniziò a importare granaglie per i suoi allevamenti in quantità crescenti.